# Землетрясение в Австралии (2021)
Землетрясение в Австралии в 2021 году — землетрясение, произошедшее в штате Виктория 21 сентября 2021 года в 09:15:53 по местному времени (23:15:53 UTC).
Землетрясение магнитудой 5,9 началось в 27 км от населённого пункта Джеймисон, но ощущалось также в Новом Южном Уэльсе, Южной Австралии и Тасмании.
Землетрясение было названо сильнейшим в Австралии за последние полтора века.

## Тектонические условия
Австралийский континент расположен на Австралийской плите, вдали от любой активной границы, в районе которых происходит большинство землетрясений в мире. Такие землетрясения на границе плит называются межплитными землетрясениями. Землетрясения, происходящие в пределах Австралийской плиты, являются внутриплитными, поскольку они происходят внутри тектонической плиты, а не на границе.
Разлом Губернатора — крупный внутриплитный разлом, который проходит от среднего запада Нового Южного Уэльса вдоль части русла реки Мюррей и далее через Центральную Северную Викторию близ Бармы до Викторианских Альп близ горы Буллер (недалеко от эпицентра землетрясения), затем на юг к бассейну Гипсленда у побережья острова Сент-Маргарет. Этот разлом разделяет структурные зоны Мельбурна и Таббераббера.
По сейсмологических данным, собранным за последние 150 лет, землетрясения магнитудой 6,0 или выше происходят в Австралии примерно раз в шесть-десять лет,  Последнее известное землетрясение магнитудой 6,0 сотрясло Австралию в 2016 году на её севере. Это землетрясение произошло в результате неглубокого обратного разлома в пределах Австралийской плиты. Самым крупным землетрясением в Австралии было землетрясение Теннант-Крик 1988 года, которое состояло из землетрясения магнитудой 6,7 и двух предшествующих магнитудой >6,0.

## События
Согласно данным Геологической службы США землетрясение началось в результате движения тектонических плит на глубине около 10 км.
По модифицированной шкале интенсивности Меркалли землетрясение получило максимальную интенсивность VII (очень сильное).
Толчки ощущались в Аделаиде, южной части Нового Южного Уэльса, Канберре и Лонсестоне.

## Последствия
По словам геолога из Мельбурнского университета, землетрясение вызвало десять секунд сильной тряски, которую почувствовали люди. В районе эпицентра толчки длились около минуты.
Многие жилые здания в Мельбурне были эвакуированы из-за повреждений, нанесённых землетрясением. Сообщалось о повреждениях во многих районах Виктории. На Чапель-стрит, Мельбурн, землетрясение разрушило верхний фасад Betty's Burgers & Concrete Co., который представляет собой кирпичное здание, разбросав обломки на дороге. Высокие жилые квартиры высотой до 50 этажей в городе раскачивались 20 секунд, вызывая панику среди местных жителей. В Мэнсфилде, недалеко от эпицентра, были незначительные повреждения некоторых зданий, включая местный центр скорой помощи. Сообщалось об отключениях электроэнергии в некоторых районах Мельбурна.
В городе Мэнсфилд, штат Виктория, землетрясение нанесло незначительный ущерб зданиям, при этом никто не пострадал. По меньшей мере в 40 км от отеля находится шахта по добычи золота, которой управляет Кайзер Риф. Когда начались подземные толчки в шахте находилось 12 шахтёров, которые были подняты на поверхность невредимыми. Кайзер Риф заявил, что добыча полезных ископаемых прекратится на время проведения проверок. Компания не обнаружила никаких повреждений в районе шахты. Другая шахта, расположенная в 60 км от отеля и эксплуатируемая компанией White Rock Minerals, также не получила никаких повреждений в своих шахтах после землетрясения. Девять рабочих, находившиеся в шахте, были благополучно эвакуированы.
Геологический центр Австралии заявил, что землетрясение стало самым сильным в Виктории за последние 50 лет. Это также самое крупное в стране землетрясение на суше с тех пор, как в 2016 году на Северную территорию обрушилось землетрясение магнитудой 6,0.
Первоначально сообщалось об отсутствии пострадавших, однако затем появились сообщения о первом раненом в Маунт-Элайзе. Мужчина получил несерьёзные травмы, когда во время покраски стен не смог удержаться и упал на землю.

## Реакция
- Исполняющий обязанности премьер-министра штата Виктория Джеймс Мерлино заявил, что в штате объявлено чрезвычайное положение[21].
- Пожарно-спасательная служба Нового Южного Уэльса[англ.] заявила в социальных сетях, что они получили звонки о помощи в районе Нового Южного Уэльса, но не сообщили о каких-либо серьёзных повреждениях[22].
- Премьер-министр Австралии Скотт Моррисон заверил австралийцев, что о серьёзных разрушениях или сообщениях о жертвах в результате землетрясения данных не поступало[23].